# HC Sparta Praha

Logo klubu v letech 1993-2014

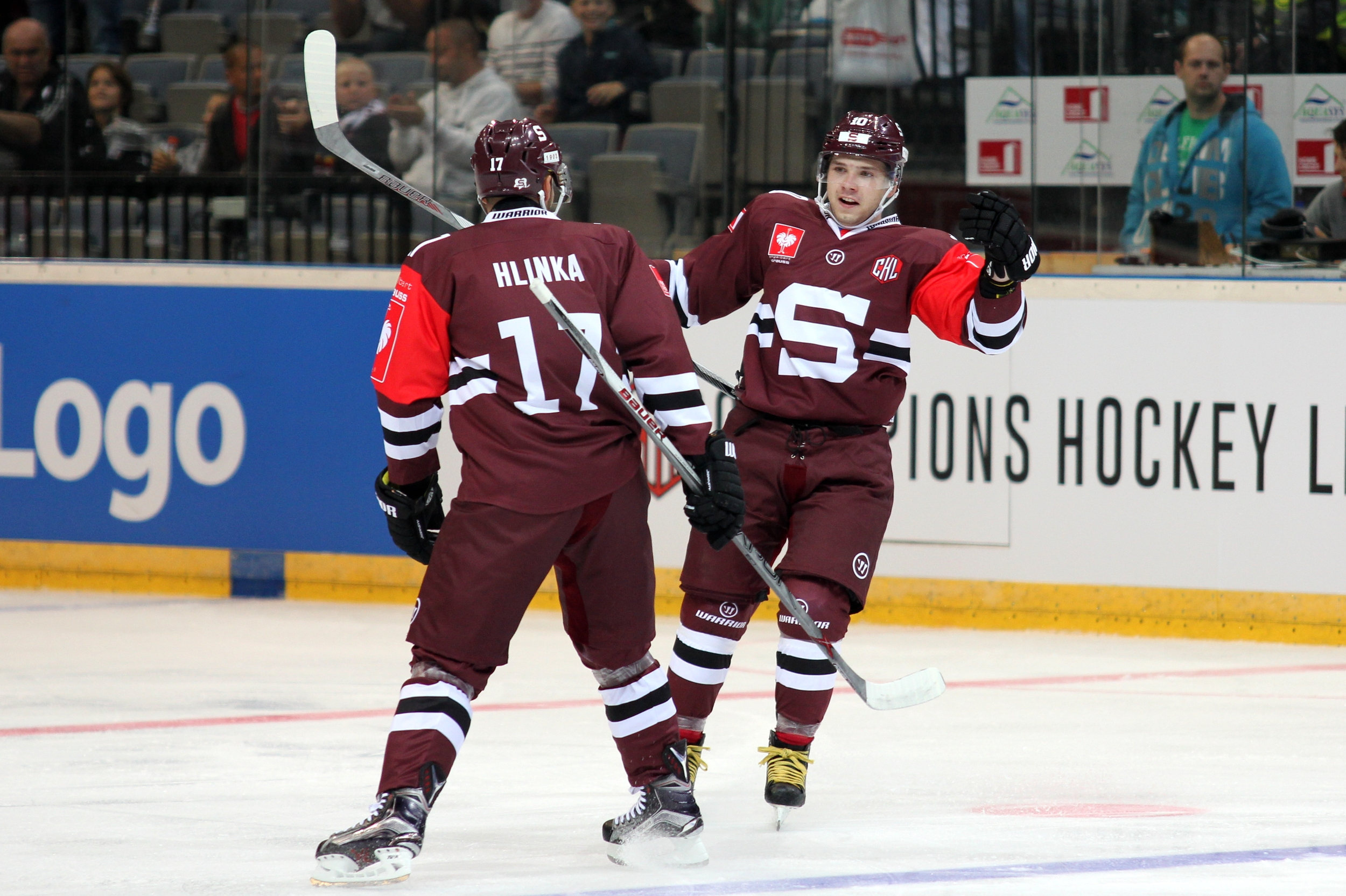
Hráči v dresech HC Sparta Praha

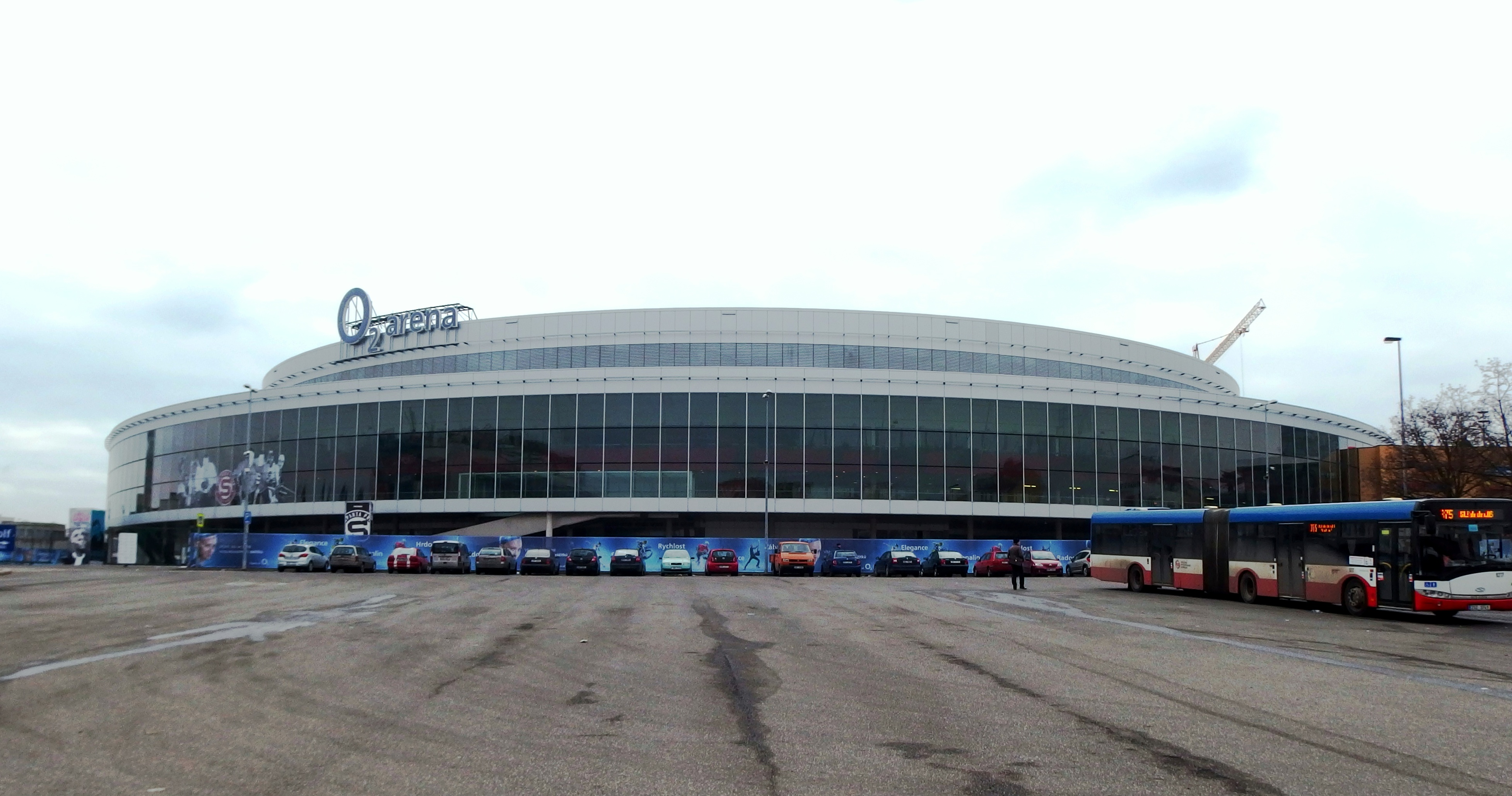
Od roku 2015 je domácím stadionem týmu O_{2} arena

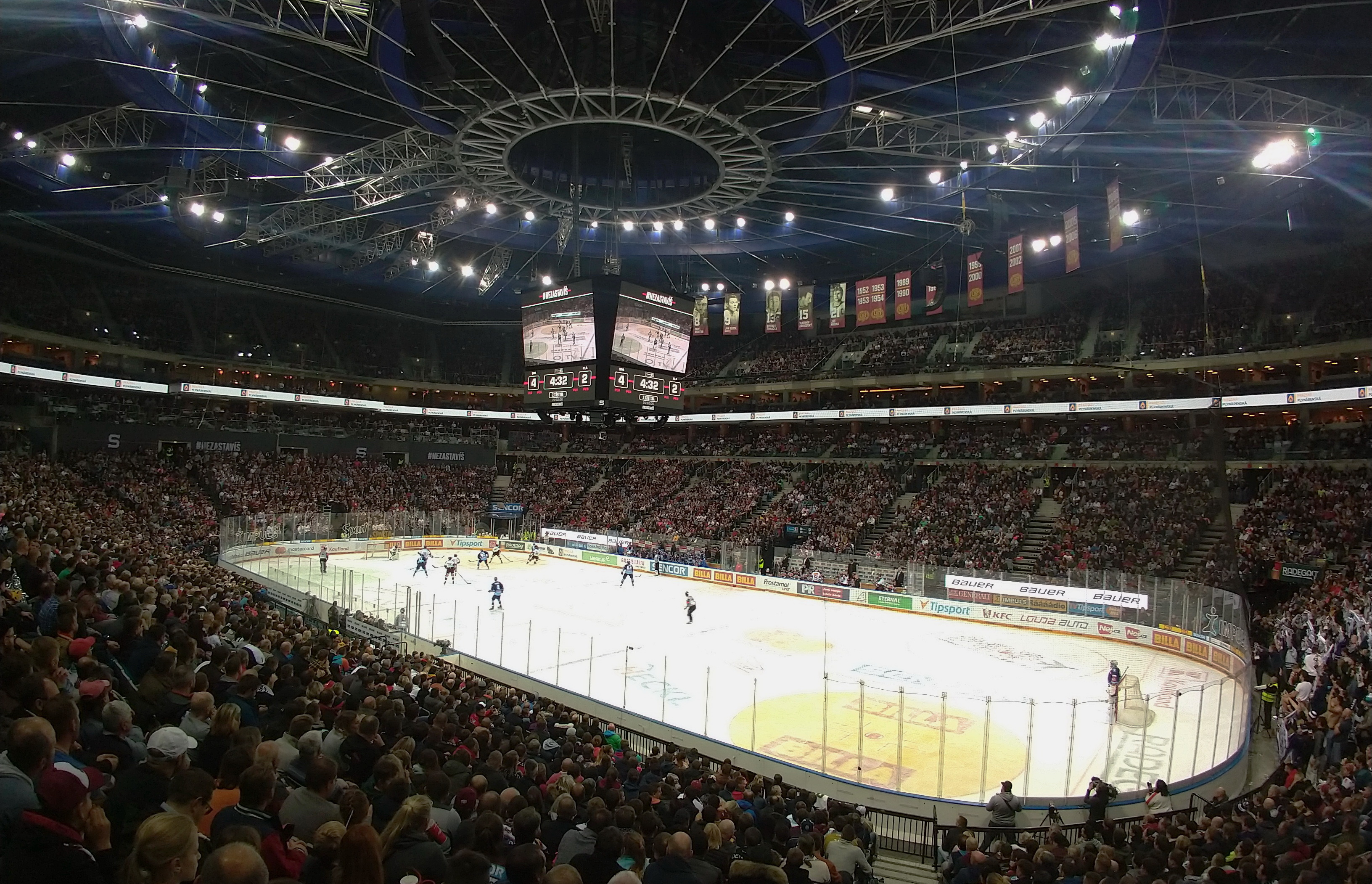
Návštěvnostní rekord Extraligy při zápase Sparta-Kladno v O_{2} areně

HC Sparta Praha (celým názvem: Hockey Club Sparta Praha) je český klub ledního hokeje, který sídlí v pražském Bubenči. Založen byl v roce 1903 pod názvem AC Sparta Praha. Svůj současný název nese od roku 1990.
V nejvyšší soutěži (Extraliga ledního hokeje) působí nepřetržitě od roku 1951. Předtím hrál tým nejvyšší soutěž také v letech 1936 až 1950. Sparta patří také mezi pravidelné účastníky evropské Hokejové Ligy mistrů (CHL).
Klub získal osmkrát titul mistra republiky (naposledy v sezoně 2006/07) a dva Spenglerovy poháry, což z něj dělá jeden z nejúspěšnějších hokejových klubů v české historii.
HC Sparta Praha hraje od roku 2015 své domácí zápasy v O2 areně s kapacitou 17 360 diváků a drží nejvyšší průměr návštěvnosti domácích zápasů ze všech extraligových klubů.

## Týmové úspěchy
- Mistr ligy: 1952/1953, 1953/1954, 1989/1990, 1992/1993, 1999/2000, 2001/2002, 2005/2006, 2006/2007
- Vítěz Spenglerova poháru: 1962, 1963
- Vítěz Pohár Jaroslava Pouzara: 2011/2012, 2013/2014, 2020/2021, 2024/2025
- Účast v Hokejové lize mistrů : 6x
- 2. místo v Evropské hokejové lize: 1999/2000
- 2. místo v poháru Super six: 2008
- 2. místo v Hokejové lize mistrů: 2017
- 2. místo ve Spenglerově poháru: 2004, 2022

## Historické názvy
Zdroj: 
- 1903 – AC Sparta Praha (Athletic Club Sparta Praha )
- 1948 – Sokol Sparta Bubeneč
- 1949 – ZSJ Bratrství Sparta Praha (Základní sportovní jednota Bratrství Sparta Praha )
- 1951 – ZSJ Sparta ČKD Sokolovo Praha (Základní sportovní jednota Sparta Českomoravská-Kolben-Daněk Sokolovo Praha )
- 1952 – TJ Spartak Praha Sokolovo (Tělovýchovná jednota Spartak Praha Sokolovo )
- 1965 – TJ Sparta ČKD Praha (Tělovýchovná jednota Sparta Českomoravská-Kolben-Daněk Praha )
- 1990 – HC Sparta Praha (Hockey Club Sparta Praha )

## Historie klubu
Sparta je jedním z nejstarších hokejových klubů naší planety, její vznik se datuje k 6. prosinci 1903. Tehdy poprvé vyjeli hráči bandy hokeje k tréninku na led pod hlavičkou AC Sparta a pod vedením rychlobruslaře Jaroslava Petráka. Ovšem neproháněli po něm puk, ale gumový míček.
Od zrodu přes sestup až po návrat mezi elitu
Od roku 1909 však sparťanská srdce definitivně očaroval hokej kanadský, a od té chvíle si klub budoval zvučné renomé doma i v zahraničí. Mezi nejznámější jména této éry patřili sportovní obojživelníci Karel "Káďa" Pešek či Karel Koželuh, který svou vlast kromě hokeje reprezentoval také ve fotbale a tenisu, později například Karel Hartmann.
Do vývoje hokeje v Česku nepříznivě zasáhly obě světové války. Během té první oddíly působily ve značně okleštěné sestavě, po jejím skončení se hokej opět začal rozvíjet. V listopadu 1932 byla slavnostně otevřena Štvanice, první zimní stadion s umělou ledovou plochou v Česku, kde Sparta působila v nájmu společně s dalšími pražskými celky.
V sezoně 1936/1937 se uskutečnil premiérový ročník celostátní ligy, sparťané v něm nechyběli a 3. ledna 1937 dokonce v Ostravě proti Vítkovicím odehráli vůbec první ligové utkání, které skončilo remízou 1:1. Po odehrání pouhých dvou sezon byly ligové boje až do roku 1945 přerušeny vlivem druhé světové války. V únoru 1950 sparťané poprvé a naposled sestoupili. Hned v sezoně 1950/1951 si vybojovali návrat zpět mezi elitu a od té doby už v nejvyšší soutěži nikdy nechyběli.
Stěhování do Bubenče a první mistrovský titul
V sezoně 1952/1953 dosáhli sparťané na historicky první mistrovský titul, když pod vedením hrajícího trenéra Vladimíra Zábrodského ovládli finálový turnaj před Vítkovicemi a Budějovicemi. Hned o rok později si radost z triumfu zopakovali, titul obhájili o skóre před Rudou hvězdou Brno. To už byl součástí týmu, který nesl název Spartak Praha Sokolovo, kromě Zábrodského i další člen All Star týmu klubu Karel Gut.
Blízko první příčce byli sparťané i na jaře 1957, na Rudou hvězdu nakonec v konečném účtování ztratili pouhé dva body. Významný zlom v historii klubu nastal na podzim roku 1962, kdy se Sparta po téměř třiceti letech dělení se o Štvanici konečně dočkala stěhování „do svého“. Tedy do Sportovní haly na Výstavišti Praha. První utkání v ní sehrála 11. října 1962, kdy přijel Spartak ZKL Brno, na zápas se přišlo podívat 18 a půl tisíce diváků.
Na přelomu 60. a 70. let se sparťanům v lize vůbec nedařilo. Od sezony 1968/1969 do ročníku 1972/1973 si připsali dvě šestá, dvě sedmá a jednou dokonce až osmé místo. V 1973/1974 ale nastal zvrat k lepšímu, a to s příchodem brankáře Jiřího Holečka z Košic. Ten se stal jako vůbec první gólman vítězem ankety Zlatá hokejka, kterou vyhlašoval týdeník Gól, Sparta se vrátila na přední příčky a skončila druhá za Duklou Jihlava.
V sezonách 1976/1977 a 1977/1978 přidali sparťané do své medailové sbírky další dva bronzy, poté nastal v 80. letech ústup na příčky ve středu tabulky. Od jara 1986 se liga dočkala trvalého zavedení play-off, které Holešovičtí napoprvé opustili již ve čtvrtfinále. Poté se ale začali postupně prokousávat vzhůru a v ročníku 1989/1990 dosáhli po dlouhých 36 letech na mistrovský titul. Čtvrtý triumf přidala Sparta hned o tři roky později, když na jaře 1993 získala poslední federální titul.
Extraligová tahanice se Vsetínem
V sezoně 1994/1995, kdy započal svou pětiletou nadvládu suverénní Vsetín, se Praha po dlouhých 57 letech dočkala obnovení tradice derby mezi Spartou a Slavií. Naposledy se spolu pražská "S" střetla v premiérovém ligovém ročníku 1936/1937, ve kterém Slavia sestoupila a na návrat čekala až do roku 1994.
Vítěznou sérii Valachů dokázali sparťané přerušit až v sezoně 1999/2000, během které k mužstvu nastoupil kouč František Výborný. Jeho svěřenci dokázali opanovat základní část a stejně suverénně prošli i vyřazovacími boji, ve kterých neutrpěli ani jedinou porážku a po Pardubicích a Litvínovu ve finále zdolali právě obhájce titulu ze Vsetína. Navíc si Sparta ve zároveň připsala také druhé místo ve čtvrtém ročníku Evropské hokejové ligy, a dosáhla tak na historicky nejlepší výsledek českého týmu.
Na jaře 2001 se sparťané opět střetli ve finále se Vsetínem a tentokrát na něj nestačili. Už o rok později se ale na trůn vrátili a získali šestý mistrovský titul v historii holešovického klubu. Cesta tentokrát vedla přes suverénní vítězství v základní části a úspěšné série play off proti Třinci, Slavii a Vítkovicím, právě v Ostravě zvedl kapitán Richard Žemlička nad hlavu vytouženou trofej.
Poslední dva mistrovské tituly, zápas s NY Rangers
Po nevyvedeném ročníku 2004/2005, kdy Sparta posílená díky výluce NHL o hvězdy ze zámoří nečekaně vypadla již ve čtvrtfinále, přišel další triumf. Ačkoliv tomu úvod sezony vůbec nenasvědčoval. Během listopadu ale nahradili kouče Šindela Výborný s Jelínkem a změny proběhly i ve vedení, do kterého se zapojil Viliam Sivek. Sparťané sice do vyřazovacích bojů proklouzli až na poslední chvíli ze šestého místa, ale v play-off už je nikdo nedokázal zastavit. Po finálové výhře nad Slavií mohli slavit.
A jako jediný tým kromě Vsetína dokázali v samostatné české nejvyšší soutěži o rok později titul také obhájit! Po čtvrté příčce v základní části dokráčeli přes Zlín, Liberec a ve finále i přes Pardubice k již osmému triumfu. V následujících letech se sparťané dočkali dvou vyřazení ve čtvrtfinále, jednoho bronzu a v ročníku 2010/2011 také historického neúspěchu v podobě účasti v play-out.
Hned v dalším ročníku, který načali soubojem s New York Rangers, dokázali sparťané pod vedením kouče Josefa Jandače suverénně ovládnout základní část a získali Pohár Jaroslava Pouzara. Poté ovšem vypadli již ve čtvrtfinále, kde nestačili na Kometu Brno. Do sezony 2012/2013 vstupovala Sparta nově jako součást Sportovního holdingu Praha. Během ročníku se Holešovičtí vyškrábali v posledního místa až k přímému postupu do play off, již ve čtvrtfinále jim ale vystavil stopku Třinec. V následující sezoně dokázali s rekordním ziskem 110 bodů získat Prezidentský pohár, po postupu přes Vítkovice jim ale zavřela cestu do finále opět Kometa Brno. Sparťané tak po pěti letech dosáhli na bronzovou medaili. V ročníku 2014/2015 sparťané dokráčeli do semifinále, kde vypadli s Třincem, a obsadili v konečném účtování čtvrté místo.
Sparta se stěhuje do O2 areny
Ročníkem 2015/2016 byla odstartována nová kapitola klubové historie. Sparta se přesunula z Holešovic do libeňské O2 Areny a na domácím ledě odešla bez bodů pouze jednou. Parta kolem legendárního Jaroslava Hlinky zakončila základní část se 110 body na kontě a s nejvíce výhrami celkově i na domácím ledě v historii klubu. Přes Zlín a Plzeň pak sparťané dokráčeli do finále, kde se představili po devíti letech. V šestizápasové partii s Bílými Tygry nakonec neuspěli, ale na krk si pověsili stříbrné medaile.
Před následující sezonou Sparta přešla z rukou Sportovního holdingu k předsedovi představenstva Petru Břízovi, který se stal novým majitelem klubu. Sparťané dosáhli na skvělý úspěch v prestižní Hokejová Liga mistrů 2016/2017, kde získali stříbrné medaile. V domácí soutěži se jim tolik nedařilo, po třetím místě v základní části skončili v play off hned ve čtvrtfinále, kde nestačili na Kometu Brno. O rok později vypadli 0:3 na zápasy s Libercem již v předkole play-off a v další sezoně jim nepomohl ani příchod německého trenéra Uweho Kruppa, jenž s týmem vypadl v předkole 1:3 na zápasy proti Vítkovicím.
Nová éra s novými majiteli a generální manažerkou
V květnu 2019 došlo k významné změně ve struktuře klubu, když se jeho novým majitelem stala investiční skupina Kaprain finančníka Karla Pražáka. Nové vedení v čele s generální manažerkou Barborou Snopkovou Haberovou vyhlásilo před startem sezony 2019/2020 nejvyšší ambice, přivedlo zvučné posily a vrátilo Spartu do nejvyšších pater tabulky. I díky našim fanouškům jsme přepisovali rekordy v návštěvnosti, kterým kraloval divácký rekord na Open Air proti Litvínovu na fotbalovém stadionu v německých Drážďanech.
Naše mužstvo po změně trenérů a příchodu Miloslava Hořavy s Josefem Jandačem zakončilo základní část na třetím místě tabulky a čekalo ho čtvrtfinále proti Kometě Brno. Vzhledem k předčasnému ukončení sezony z důvodu kvůli pandemie koronaviru však zůstalo umístění po základní části konečné a zajistilo našemu mužstvu návrat do Champions Hockey League.
V následující sezóně Sparta vyhrála základní část a ve čtvrtfinále narazila na celek HC Olomouc. Tu přehrála v poměru 4:0 na zápasy a v semifinále ji čekal Liberec. Semifinále však začalo pro Spartu naprosto katastrofálně, kdy prohrála oba úvodní duely na domácím ledě a k tomu prohrála i třetí zápas v Liberci. Za stavu 0:3 na zápasy se ale Sparta nevzdala a ve 4. zápase zvítězila 5:0. V pátém zápase Sparta čelila ještě 5 minut před koncem konci sezóny, který ale úspěšně odvrátil Roman Horák a kapitán Michal Řepík v prodloužení dokonal obrat. V šestém zápase opět na severu Čech vedla Sparta po dvou třetinách 2:0, Liberec ale v poslední části srovnal a zápas šel opět do prodloužení. V něm napřáhl u modré čáry Jan Košťálek a poslal sérii do 7. rozhodujícího zápasu. Do 7. zápasu ale nemohl nastoupit obránce Němeček, který byl poněkud překvapivě potrestán jednozápasovým distancem, za neodpískaný faul během 6. zápasu. V rozhodujícím zápase Liberec trestal chyby v obraně Sparty, po nichž vstřelil dva góly. Na začátku 3. třetiny dokázal Michal Řepík snížit na jednogólový rozdíl, na víc se ale Sparta nezmohla a tak se nestala prvním týmem v historii českého play-off, který otočil sérii ze stavu 0:3 na 4:3.
Po sezóně 2020/2021 ukončil své působení na lavičce trenér Miloslav Hořava, který cítil křivdu za disciplinární trest Němečka před 7. semifinále s Libercem. Během další sezóny se ale na vrátil na lavičku, aby pomohl týmu, kterému se nevydařil vstup do nové sezóny. Tu též opepřil brankář Alexander Salák, avšak na svými výkony na ledě, ale mimo něj, kdy po jednom večírku způsobil mediální poprask, který vyústil v jeho konec v týmu. Sparta i přes to všechno doklopýtala do cíle základní části na 3. místě a ve čtvrtfinále plánovala pomstu Liberci za předchozí rok. Ta se vydařila skvěle, když Sparta zvítězila 4:1 na zápasy, kdy za zmínku stojí 5. zápas, který byl v té době 2. nejdelším v historii. Rozhodl jej Tomáš Pavelka v čase 103:28. V semifinále čekal Spartu tým Českých Budějovic. Série probíhala naprosto identicky jako ta s Libercem a po pěti zápasech slavila postup Sparta poměrem 4:1 na zápasy. Po 6 letech tak Sparta stanula opět ve finále, kde jí v cestě za titulem stál Třinec, který své obě série zvládl bez ztráty jediného zápasu. V prvním zápase finále Sparta vedla 1:0, ve třetí třetině ale inkasovala 4 góly a vedení v sérii tak na svou stranu získal Třinec. Ve druhém zápase se Sparta poučila z chyb a zvítězila 2:1 po gólech Michala Řepíka a Tomáše Pavelky. Ve 3. utkání se opět Sparta ujala vedení, Třinec ale trpělivě držel svůj styl hry a třemi góly utkání otočil. V nervózním závěru se Spartě povedlo jen snížit. Ve 4. zápase vstřelil Třinec vůbec poprvé první gól zápasu. Tentokrát to byla ale Spatra, které se povedl obrat a zvítězila 5:2. 5. zápas se ukázal jako klíčový pro celé finále a nemile na něj musí vzpomínat minimálně 2 brankáři ze 4, kteří do tohoto utkání zasáhli.  Po první třetině bylo skóre vyrovnané 2:2, kdy se největší brankářskou minelou "zaskvěl" třinecký Kacetl, který propustil Němečkovo nahození od vlastní branky. Půlky zápasu se nedočkal ani jeden ze startujících brankářů týmů, kdy oba střídali ve 2. třetině po obdržení 3. gólů. Na Třinecké straně nahradil Kacetla Mazanec, na sparťanské nahradil Hudáčka Machovský. Tím ale brankostroj neustal na Třinecké straně, který využil nerozchytanosti Matěje Machovského a ještě jej 3x překonal a tak třinečtí hokejisté jeli po výhře 7:3 s mečbolem na 3. titul v řadě. Ten po výhře 1:2 proměnili a Sparta tak zůstala opět bez titulu.
Po další neúspěšné honbě za titulem skončili oba hlavní trenéři, které nahradilo duo Pavel Patera a Patrik Martinec. Vstup do nové sezóny se Spartě ale opět vůbec nevydařil, což již na začátku listopadu znamenalo konec hlavních trenérů. Novým trenérem v hledáčku vedení klub byl Václav Varaďa, který právě s Třincem dokázal získat 3 tituly v řadě. Jednání ale na svém konci selhala, když si Varaďa kladl větší podmínky, než byly ujednány. Spartu se uvolil tak ujat Miloslav Hořava, tentokrát bez Josefa Jandače a opět se mu podařilo nastartovat tým k útoku na přímý postup do čtvrtfinále. V něm však Sparta narazila opět na třinecké oceláře. Ti byli před play-off odepisováni širokou veřejností, že bude střídání stráží u extraligového trůnu, což ale Třinec dokázal dokonale vyvrátit. V prvním zápase Sparta dokázala zvítězit 3:2, ale ve druhé zápase ji dokázal Třinec porážku oplatit. Po dvojzápase v Třinci byla série vyrovnaná 2:2, ale v 5. zápase dokázala Sparta promarnit 6 přesilových her a nevstřelila žádný gól, zato inkasovala 3x. V šestém zápase se hrálo již podle Třineckých not, který si pohodově došel pro vítězství 4:1 v zápase, 4:2 v sérii a nakonec i pro svůj 4. mistrovský titul v řadě.
Po sezóně došlo k otřesu ve vedení, kdy Barbora Snopková Haberová skončila jako manažerka týmu a nahradil ji bývalý extraligový hráč Tomáš Divíšek. Na trenérské lavici doplnil Miloslava Hořavu uznávaný trenér Pavel Gross. Celou základní část se Sparta přetahovala o první místo v tabulce s Dynamem Pardubice, které dokázalo využít období, kdy Sparta měla početnou marodku, na druhé místo v tabulce to ale bohatě stačilo. Ve čtvrtfinále se po roční odmlce Sparta utkala s Libercem. Tentokrát to byla ale ze sparťanského pohledu čistá jízda, kdy zvítězila 4:0 na zápasy. 3. rok po sobě tak šla Sparta na Třinec, tentokrát v semifinále. Tato série se zapsala do dějin českého playoff. Sparta vedla 3:0 na zápasy. Ve 4. zápase prohrála 4:1 a na dva zápasy přišla o kapitána Michala Řepíka, kvůli nesmyslně zákeřnému faulu na konci zápasu. V 5. zápase Sparta ztratila první třetinu v poměru 0:2 i možná kvůli události, která se stala téhož dne ráno. Na ranním rozbruslení se ošklivě zranil Josh Kestner, který měl právě nahradit Michala Řepíka. Rozbruslení bylo zrušeno a to právě Třinec dokázal perfektně využit v první polovině zápasu. Sparta dotahovala a za stavu 1:3 sáhla v odvolání brankáře. Výhodu využila a za stavu 2:3 opět šla do risku. Opět se ji podařilo skórovat, jenže radost z dvojitého uznání překazilo 3. rozhodnutí rozhodčích, kteří po výzvě Třince na nedovolené bránění brankáři gól odvolali. Třinec nakonec udoloval druhé vítězství v sérii. V 6. zápase Sparta udělala vše pro postup a ve 3. třetině byla odměněna vedoucím gólem, šance na pojistku byly, ale Kacetl a občas i tyče byly proti. Přesto si Třinec moc šancí nevytvářel a to ani při powerplay. V posledních vteřinách 3. třetiny se ale po třineckém nahození dostal za brankou k puku Daniel Voženílek, který neměl čas na nic jiného, než hodit puk na bránu a k překvapení úplně všech se kotouč ocitl za zády Jakuba Kováře. Podle časomíry videorozhodčího chyběly pouhé dvě desetiny vteřiny, aby Sparta slavila postup do finále. v následném prodloužení se prosadil David Cienciala. V 7. zápase na hře Sparty nebyl vůbec znát, že by byla ovlivněná koncem 6. zápasu a znovu byla po většinu utkání lepším týmem, dvakrát vedla, ale Třinec dokázal dvakrát srovnat, podruhé v situaci ke konci utkání, kdy Třinec hrál v početní výhodě 6 na 4. V prodloužení pak měl obrovskou šanci na postupovou branku Michal Řepík, jemuž radost překazil vynikající Kacetlův zákrok. A tak na začátku 4. prodloužení udeřil Miloš Roman, který svým gólem posunul Třinec do 6. finále v řadě. Zároveň Třinec se stal prvním týmem v historii českého play-off, který dokázal otočit stav série, ve které prohrával 3:0 na zápasy. Pro hráče i fanoušky Sparty byla bronzová medaile slabou náplastí za obrovské zklamání.

## Výroční utkání
Na konci roku 2013 se v rámci oslav 110 let od založení klubu konal "Den sparťana", kterým pražský klub odstartoval sérii výročních zápasů, do nichž nastupuje ve speciální sadě historických dresů. Seznam všech výročních zápasů naleznete ZDE.

## All-Star tým a Klub legend HC Sparta Praha

### Klub legend HC Sparta Praha
Klub byl založen 22. února 2012 jako první svého druhu v Česku a aktuálně sdružuje 32 osobností Sparty. Cílem klubu je ocenit přínos, vzdát hold a symbolicky poděkovat těmto výrazným osobnostem za jejich mimořádný přínos Spartě v její více než stoleté historii.
Zakládající členové: František Výborný, Josef Horešovský, Jaroslav Šíma, Jan "Gusta" Havel, Vladimír Zábrodský, Karel Gut, Jiří Kochta, Jiří Hrdina, Miroslav Kuneš, Jiří Holeček, Richard Žemlička, Pavel Richter, Petr Bříza, Jiří Zelenka, Viliam Sivek, Pavel Wohl, Luděk Bukač, Jiří Hanzl (in memoriam), František Tikal (in memoriam), Josef Maleček (in memoriam).
Od února 2013: Tomáš Jelínek, Stanislav Hajdušek, Rudolf Šindelář, Miloslav Charouzd (in memoriam), Karel Koželuh (in memoriam), Václav Roziňák (in memoriam).
Od února 2015: Jiří Nikl, Lubomír Pěnička, Pavel Šrek a Kristián Cee (in memoriam).
Od prosince 2017: Jaroslav Velechovský, Jiří Vykoukal a Jan „Hóňa“ Císařovský (in memoriam).

### All-Star tým
V sobotu 10. ledna 2004 při 100. výročí založení klubu vyhlásila Sparta před extraligovým utkáním proti Znojmu svůj All-Star tým. Jeho podobu určili hokejoví odborníci a novináři. Na počest vybraných hráčů byly pod strop haly slavnostně vyvěšeny jejich dresy.
Brankář:
- Jiří Holeček

Obránci:
- Karel Gut
- František Tikal

Útočníci:
- Vladimír Zábrodský
- Jan Havel
- Jiří Hrdina

V říjnu 2008 přibyl dres dlouholetého kapitána Richarda Žemličky a v únoru 2012 také dres dlouholeté opory Pavla Richtera.

## Projekty

### Sparta vzdává hold
Sparta se po vzoru zámořské NHL rozhodla jako úplně první sportovní klub v České republice věnovat v každé sezoně dvě utkání za sebou těm, kteří za nás denně nasazují své životy - hasičům, záchranářům, policistům a vojákům.
Poslední utkání projektu "Sparta vzdává hold" se odehrálo v únoru 2021 proti Litvínovu, který bylo tentokrát věnováno sparťanským fanouškům, kteří klub podporují i v době pandemie covidu-19, kvůli které nemohou fandit na tribunách. I díky prodeji virtuálních vstupenek se vybralo přes půl milionu korun na konto hospiců v Praze a Lysé nad Labem.
Sparta do zmíněných zápasů pravidelně nastupuje ve speciálních dresech, které v následné dražbě pomáhají dobré věci. 

### Sparťanská krev
Sparťanská krev představuje dlouhodobý charitativní projekt na podporu dárcovství krve, do kterého se tradičně zapojují nejen současní a bývalí hráči Sparty, ale i zaměstnanci klubu a sparťanští fanoušci a partneři. V listopadu 2020 se konal již čtrnáctý ročník této tradiční akce, jejímž prostřednictvím Sparta již několik let poukazuje rovněž na problematiku dárcovství kostní dřeně.
Vůbec první hromadné darování krve se konalo v listopadu 2007 na Transfuzním oddělení Thomayerovy nemocnice v Krči. Každou sezonu je dárcům krve věnováno jedno extraligové utkání. 

### Letní hokejová škola
Dlouhodobý projekt zaměřující se na získání hokejových dovedností, tréninku na ledě i mimo něj, součástí projektu je aj ubytování. 

### Sparťanská jízda
Zápasový bulletin ke každému zápasu. 

## Sparťané v reprezentaci a v NHL
Kompletní seznam všech medailistů v reprezentaci, bývalých hráčů NHL i cizinců, kteří působí/působili ve Spartě 

## Zápasy pod širým nebem
V pátek 8. ledna 2016 odehráli sparťané historicky své první extraligové utkání pod širým nebem. Před rekordní extraligovou návštěvou 21 500 diváků na provizorním "stadionu" v brněnských Lužánkách zdolali Kometu Brno 4:2.
HC Kometa Brno - HC Sparta Praha 2:4 (0:0, 2:1, 0:3)
Branky a nahrávky: 22. Kuboš (Káňa), 31. Čermák (Mrázek, H. Zohorna) – 35. Hamilton (Švrček), 46. Přibyl (Buchtele), 58. Čajkovský (Sabolič), 59. Klimek (Hamilton). Rozhodčí: M. Fraňo, Šindler – Lhotský, J. Svoboda. Vyloučení: 3:2. Využití: 1:1. V oslabení: 0:0. Diváci: 21 500. Střely na branku: 22:35. Průběh utkání: 2:0, 2:4. Nejlepší hráči zápasu: Čiliak - Buchtele.
Sestava Sparty: Lukáš – Eminger, Polášek, Čajkovský, Švrček, Hrbas, Mikuš, Kalina - Forman, Přibyl, Buchtele (A) - Hamilton, Klimek, Sabolič - Netík (C), Pech, Kumstát (A) - Procházka, Dragoun, Kudrna. Trenér: Josef Jandač.
Ke druhém utkání pod širým nebem nastoupili sparťané v sobotu 4. ledna 2020 proti Litvínovu. Utkání hrané v německých Drážďanech bylo prvním extraligovým utkáním mimo hranice ČR, které vytvořilo nový divácký rekord 32 009 diváků. Sparta na fotbalovém stadionu zvítězila 3:2.
HC Verva Litvínov - HC Sparta Praha 2:3 (0:0, 1:1, 1:2)
Branky a nahrávky: 37. Ščotka (Mahbod), 55. Jarůšek (Kašpar, Pavelka) – 24. Košťálek (Tomášek, Řepík), 47. Růžička (Polášek, Kudrna), 49. Rousek (Kudrna). Rozhodčí: Hodek, Šír – Tošenovjan, Jelínek. Vyloučení: 4:2. Využití: 1:0. V oslabení: 0:0. Diváci: 32 009. Střely na branku: 38:32. Průběh utkání: 0:1, 1:1, 1:3, 2:3. Nejlepší hráči utkání: Jaroslav Janus – Jan Košťálek.
Sestava Sparty: Machovský – Košťálek, Dvořák, Polášek, Piskáček (A), Kalina, Blain, Poizl – Smejkal, Tomášek, Řepík (C) – Kudrna, Růžička, Rousek – Říčka, Pech (A), Forman – Vitouch, Sukeľ, Dvořáček. Trenér: Uwe Krupp.

## Významní sponzoři týmu HC Sparta Praha
Fortuna, Sencor, Louda Auto, Mastercard, Harmony, POP Airport, O2 arena, Sprinkler Group, PRE, ProCeram, Galerie Harfa, Heckl, O2 universum, Innova Medica, České dráhy, Alpa, Finep

## Přehled ligové účasti

### Umístění v Československu (do roku 1993)
Stručný přehled
Zdroj: 
- 1936–1938: 1. liga (1. ligová úroveň v Československu)
- 1939–1944: Českomoravská liga (1. ligová úroveň v Protektorátu Čechy a Morava)
- 1945–1948: 1. liga – sk. B (1. ligová úroveň v Československu)
- 1948–1950: 1. liga (1. ligová úroveň v Československu)
- 1950–1951: Oblastní soutěž – sk. C (2. ligová úroveň v Československu)
- 1951–1954: 1. liga – sk. A (1. ligová úroveň v Československu)
- 1954–1956: 1. liga – sk. B (1. ligová úroveň v Československu)
- 1956–1993: 1. liga (1. ligová úroveň v Československu)

Jednotlivé ročníky
Zdroj: 
Legenda: červené podbarvení - sestup, zelené podbarvení - postup, fialové podbarvení - reorganizace, změna skupiny či soutěže
| Československo (1936 – 1938)             |                         |                           |                        |                           |
| Rok                                      | Soutěž                  | Kolik bylo v soutěži týmů | Umístění po zákl.části | Celkové umístění          |
| 1936/1937                                | 1. liga                 | 8                         | 2.                     | 2.                        |
| 1937/1938                                | 1. liga                 | 14                        | 2.                     | 2.                        |
| Protektorát Čechy a Morava (1939 – 1944) |                         |                           |                        |                           |
| Rok                                      | Soutěž                  | Kolik bylo v soutěži týmů | Umístění po zákl.části | Celkové umístění          |
| 1939/1940                                | Národní liga            | 4                         | 3.                     | 3.                        |
| 1940/1941                                | Národní liga            | 6                         | 3.                     | 3.                        |
| 1941/1942                                | Národní liga            | 6                         | 3.                     | 3.                        |
| 1942/1943                                | Národní liga            | 6                         | 3.                     | 3.                        |
| 1943/1944                                | Národní liga            | 6                         | 4.                     | 4.                        |
| Československo (1945 – 1993)             |                         |                           |                        |                           |
| Rok                                      | Soutěž                  | Kolik bylo v soutěži týmů | Umístění po zákl.části | Celkové umístění          |
| 1945/1946                                | 1. liga - skupina B     | 12                        | 2.                     | 4.                        |
| 1946/1947                                | 1. liga - skupina B     | 12                        | 3.                     | 5.                        |
| 1947/1948                                | 1. liga - skupina B     | 12                        | 3.                     | 6.                        |
| 1948/1949                                | 1. liga                 | 8                         | 6.                     | 6.                        |
| 1949/1950                                | 1. liga                 | 8                         | 7.                     | 7. – sestup               |
| 1950/1951                                | Oblastní soutěž – sk. C | 8 (24)                    | 1.                     | 1. – postup z kvalifikace |
| 1951/1952                                | 1. liga - skupina A     | 18                        | 2.                     | 5.                        |
| 1952/1953                                | 1. liga - skupina A     | 21                        | 1.                     | 1.                        |
| 1953/1954                                | 1. liga - skupina A     | 18                        | 1.                     | 1.                        |
| 1954/1955                                | 1. liga - skupina B     | 16                        | 1.                     | 4.                        |
| 1955/1956                                | 1. liga - skupina B     | 16                        | 2.                     | 3.                        |
| 1956/1957                                | 1. liga                 | 14                        | 2.                     | 2.                        |
| 1957/1958                                | 1. liga                 | 12                        | 6.                     | 6.                        |
| 1958/1959                                | 1. liga                 | 12                        | 4.                     | 4.                        |
| 1959/1960                                | 1. liga                 | 12                        | 4.                     | 4.                        |
| 1960/1961                                | 1. liga                 | 12                        | 3.                     | 3.                        |
| 1961/1962                                | 1. liga                 | 12                        | 3.                     | 4.                        |
| 1962/1963                                | 1. liga                 | 12                        | 3.                     | 2.                        |
| 1963/1964                                | 1. liga                 | 12                        | 4.                     | 6.                        |
| 1964/1965                                | 1. liga                 | 12                        | 2.                     | 3.                        |
| 1965/1966                                | 1. liga                 | 10                        | 4.                     | 4.                        |
| 1966/1967                                | 1. liga                 | 10                        | 2.                     | 2.                        |
| 1967/1968                                | 1. liga                 | 10                        | 3.                     | 3.                        |
| 1968/1969                                | 1. liga                 | 10                        | 6.                     | 6.                        |
| 1969/1970                                | 1. liga                 | 10                        | 6.                     | 6.                        |
| 1970/1971                                | 1. liga                 | 10                        | 7.                     | 7.                        |
| 1971/1972                                | 1. liga                 | 10                        | 7.                     | 7.                        |
| 1972/1973                                | 1. liga                 | 10                        | 8.                     | 8.                        |
| 1973/1974                                | 1. liga                 | 12                        | 2.                     | 2.                        |
| 1974/1975                                | 1. liga                 | 12                        | 6.                     | 6.                        |
| 1975/1976                                | 1. liga                 | 12                        | 5.                     | 6.                        |
| 1976/1977                                | 1. liga                 | 12                        | 3.                     | 3.                        |
| 1977/1978                                | 1. liga                 | 12                        | 3.                     | 3.                        |
| 1978/1979                                | 1. liga                 | 12                        | 7.                     | 7.                        |
| 1979/1980                                | 1. liga                 | 12                        | 5.                     | 5.                        |
| 1980/1981                                | 1. liga                 | 12                        | 8.                     | 8.                        |
| 1981/1982                                | 1. liga                 | 12                        | 7.                     | 7.                        |
| 1982/1983                                | 1. liga                 | 12                        | 8.                     | 8.                        |
| 1983/1984                                | 1. liga                 | 12                        | 4.                     | 4.                        |
| 1984/1985                                | 1. liga                 | 12                        | 6.                     | 6.                        |
| 1985/1986                                | 1. liga                 | 12                        | 8.                     | 8.                        |
| 1986/1987                                | 1. liga                 | 12                        | 2.                     | 3.                        |
| 1987/1988                                | 1. liga                 | 12                        | 3.                     | 2.                        |
| 1988/1989                                | 1. liga                 | 12                        | 6.                     | 4.                        |
| 1989/1990                                | 1. liga                 | 12                        | 4.                     | 1.                        |
| 1990/1991                                | 1. liga                 | 14                        | 6.                     | 6.                        |
| 1991/1992                                | 1. liga - skupina A     | 14                        | 6.                     | 8.                        |
| 1992/1993                                | 1. liga                 | 14                        | 2.                     | 1.                        |

### Umístění v České republice (od roku 1993)
Stručný přehled
Zdroj: 
- 1993– : Extraliga (1. ligová úroveň v České republice)

Jednotlivé ročníky
Zdroj: 
Legenda: červené podbarvení - sestup, zelené podbarvení - postup, fialové podbarvení - reorganizace, změna skupiny či soutěže
| Česko (1993 – ) |           |        |    |     |                                                             |          |            |
| Ročník          | Soutěž    | Úroveň | PK | ZČ  | Play-off                                                    | Cel. um. | Pozn.      |
| 1993/1994       | Extraliga | 1.     | 12 | 5.  | Semifinále (prohra 0:3 na zápasy s HC Pardubice)            | 4.       |            |
| 1994/1995       | Extraliga | 1.     | 12 | 9.  | Ne                                                          | 9.       | sk. o udr. |
| 1995/1996       | Extraliga | 1.     | 14 | 1.  | Semifinále (prohra 2:4 na zápasy s HC Chemopetrol Litvínov) | 3.       |            |
| 1996/1997       | Extraliga | 1.     | 14 | 2.  | Semifinále (prohra 0:3 na zápasy s HC Vítkovice)            | 3.       |            |
| 1997/1998       | Extraliga | 1.     | 14 | 4.  | Semifinále (prohra 1:3 na zápasy s HC Petra Vsetín)         | 4.       |            |
| 1998/1999       | Extraliga | 1.     | 14 | 4.  | Čtvrtfinále (prohra 0:3 na zápasy s HC České Budějovice)    | 5.       |            |
| 1999/2000       | Extraliga | 1.     | 14 | 1.  | Finále (výhra 3:0 na zápasy nad HC Slovnaft Vsetín)         | 1.       |            |
| 2000/2001       | Extraliga | 1.     | 14 | 5.  | Finále (prohra 1:3 na zápasy s HC Slovnaft Vsetín)          | 2.       |            |
| 2001/2002       | Extraliga | 1.     | 14 | 1.  | Finále (výhra 3:1 na zápasy nad HC Vítkovice)               | 1.       |            |
| 2002/2003       | Extraliga | 1.     | 14 | 3.  | Semifinále (prohra 2:4 na zápasy s HC Slavia Praha)         | 3.       |            |
| 2003/2004       | Extraliga | 1.     | 14 | 3.  | Semifinále (prohra 3:4 na zápasy s HC Slavia Praha)         | 3.       |            |
| 2004/2005       | Extraliga | 1.     | 14 | 2.  | Čtvrtfinále (prohra 1:4 na zápasy s HC Vítkovice Steel)     | 5.       |            |
| 2005/2006       | Extraliga | 1.     | 14 | 6.  | Finále (výhra 4:2 na zápasy nad HC Slavia Praha)            | 1.       |            |
| 2006/2007       | Extraliga | 1.     | 14 | 4.  | Finále (výhra 4:2 na zápasy nad HC Moeller Pardubice)       | 1.       |            |
| 2007/2008       | Extraliga | 1.     | 14 | 6.  | Čtvrtfinále (prohra 0:4 na zápasy s Bílí Tygři Liberec)     | 6.       |            |
| 2008/2009       | Extraliga | 1.     | 14 | 4.  | Semifinále (prohra 2:4 na zápasy s HC Energie Karlovy Vary) | 3.       |            |
| 2009/2010       | Extraliga | 1.     | 14 | 5.  | Čtvrtfinále (prohra 3:4 na zápasy s HC Vítkovice Steel)     | 7.       |            |
| 2010/2011       | Extraliga | 1.     | 14 | 12. | Ne                                                          | 12.      | sk. o udr. |
| 2011/2012       | Extraliga | 1.     | 14 | 1.  | Čtvrtfinále (prohra 2:4 na zápasy s HC Kometa Brno)         | 5.       |            |
| 2012/2013       | Extraliga | 1.     | 14 | 5.  | Čtvrtfinále (prohra 3:4 na zápasy s HC Oceláři Třinec)      | 5.       |            |
| 2013/2014       | Extraliga | 1.     | 14 | 1.  | Semifinále (prohra 3:4 na zápasy s HC Kometa Brno)          | 3.       |            |
| 2014/2015       | Extraliga | 1.     | 14 | 4.  | Semifinále (prohra 2:4 na zápasy s HC Oceláři Třinec)       | 4.       |            |
| 2015/2016       | Extraliga | 1.     | 14 | 2.  | Finále (prohra 2:4 na zápasy s Bílí Tygři Liberec)          | 2.       |            |
| 2016/2017       | Extraliga | 1.     | 14 | 3.  | Čtvrtfinále (prohra 0:4 na zápasy s HC Kometa Brno)         | 6.       |            |
| 2017/2018       | Extraliga | 1.     | 14 | 10. | Předkolo (prohra 0:3 na zápasy s Bílí Tygři Liberec)        | 10.      |            |
| 2018/2019       | Extraliga | 1.     | 14 | 10. | Předkolo (prohra 1:3 na zápasy s HC Vítkovice Ridera)       | 10.      |            |
| 2019/2020       | Extraliga | 1.     | 14 | 3.  | play-off zrušeno kvůli pandemii covidu-19                   |          |            |
| 2020/2021       | Extraliga | 1.     | 14 | 1.  | Semifinále (prohra 3:4 na zápasy s Bílí Tygři Liberec)      | 3.       |            |
| 2021/2022       | Extraliga | 1.     | 15 | 3.  | Finále (prohra 2:4 na zápasy s HC Oceláři Třinec)           | 2.       |            |
| 2022/2023       | Extraliga | 1.     | 14 | 3.  | Čtvrtfinále (prohra 2:4 na zápasy s HC Oceláři Třinec)      | 5.       |            |
| 2023/2024       | Extraliga | 1.     | 14 | 2.  | Semifinále (prohra 3:4 na zápasy s HC Oceláři Třinec)       | 3.       |            |
| 2024/2025       | Extraliga | 1.     | 14 | 1.  | Semifinále (prohra 3:4 na zápasy s HC Kometa Brno)          | 3.       |            |
| 2025/2026       | Extraliga | 1.     | 14 |     |                                                             |          |            |

## Nejlepší hráči podle sezon
| 1993/1994 |
| 1994/1995 |
| 1995/1996 |
| 1996/1997 |
| 1997/1998 |
| 1998/1999 |
| 1999/2000 |
| 2000/2001 |
| 2001/2002 |
| 2002/2003 |
| 2003/2004 |
| 2004/2005 |
| 2005/2006 |
| 2006/2007 |
| 2007/2008 |
| 2008/2009 |
| 2009/2010 |
| 2010/2011 |
| 2011/2012 |
| 2012/2013 |
| 2013/2014 |
| 2014/2015 |
| 2015/2016 |
| 2016/2017 |
| 2017/2018 |
| 2018/2019 |
| 2019/2020 |
| 2020/2021 |
| 2021/2022 |
| 2022/2023 |
| 2023/2024 |
| 2024/2025 |

| Pavel Geffert    | 23 |
| Pavel Geffert    | 18 |
| Roman Horák      | 24 |
| Richard Žemlička | 24 |
| Jiří Zelenka     | 26 |
| Jan Hlaváč       | 32 |
| David Výborný    | 25 |
| Patrik Martinec  | 22 |
| Jiří Zelenka     | 20 |
| Viktor Ujčík     | 23 |
| Jan Marek        | 21 |
| Petr Nedvěd      | 22 |
| Petr Ton         | 24 |
| Petr Ton         | 25 |
| Petr Ton         | 27 |
| Michal Broš      | 21 |
| Petr Ton         | 34 |
| Michal Broš      | 17 |
| Petr Ton         | 25 |
| Petr Ton         | 25 |
| Petr Ton         | 35 |
| Lukáš Klimek     | 22 |
| Robert Sabolic   | 23 |
| Petr Vrána       | 21 |
| Andrej Kudrna    | 14 |
| Lukáš Pech       | 15 |
| Michal Řepík     | 23 |
| Michal Řepík     | 26 |
| Filip Chlapík    | 31 |
| Michal Řepík     | 25 |
| Filip Chlapík    | 22 |
| Aaron Irving     | 21 |

| Pavel Geffert                | 31 |
| Patrik Martinec              | 27 |
| David Výborný                | 31 |
| Roman Horák                  | 40 |
| Jan Hlaváč                   | 30 |
| David Výborný                | 44 |
| Patrik Martinec              | 39 |
| Patrik Martinec              | 37 |
| Jaroslav Hlinka              | 45 |
| Petr Leška                   | 26 |
| Jan Marek                    | 30 |
| David Výborný                | 34 |
| Jan Marek                    | 32 |
| Jaroslav Hlinka              | 38 |
| Tomáš Netík                  | 22 |
| David Výborný                | 28 |
| David Výborný                | 32 |
| Petr Ton                     | 22 |
| Petr Ton                     | 33 |
| Jaroslav Hlinka              | 35 |
| Jaroslav Hlinka              | 45 |
| Jaroslav Hlinka              | 33 |
| Daniel Přibyl                | 29 |
| Lukáš Pech                   | 32 |
| Lukáš Pech                   | 25 |
| Lukáš Pech a Miroslav Forman | 15 |
| Lukáš Pech                   | 28 |
| Roman Horák                  | 30 |
| Filip Chlapík                | 39 |
| Michal Kempný                | 27 |
| Filip Chlapík                | 26 |
| Filip Chlapík                | 33 |

| Pavel Geffert   | 54 |
| Patrik Martinec | 41 |
| Roman Horák     | 50 |
| Roman Horák     | 57 |
| Jiří Zelenka    | 53 |
| David Výborný   | 67 |
| David Výborný   | 63 |
| Patrik Martinec | 59 |
| Jaroslav Hlinka | 61 |
| Petr Leška      | 38 |
| Jan Marek       | 51 |
| David Výborný   | 46 |
| Jan Marek       | 54 |
| Jaroslav Hlinka | 57 |
| Petr Ton        | 43 |
| Ondřej Kratěna  | 46 |
| Petr Ton        | 55 |
| Petr Ton        | 35 |
| Petr Ton        | 58 |
| Jaroslav Hlinka | 51 |
| Petr Ton        | 67 |
| Jaroslav Hlinka | 50 |
| Daniel Přibyl   | 45 |
| Lukáš Pech      | 52 |
| Lukáš Pech      | 37 |
| Lukáš Pech      | 35 |
| Lukáš Pech      | 39 |
| Michal Řepík    | 53 |
| Filip Chlapík   | 70 |
| Michal Řepík    | 38 |
| Filip Chlapík   | 48 |
| Filip Chlapík   | 48 |

| Jiří Zelenka     | 61  |
| Miroslav Hlinka  | 98  |
| Jaroslav Nedvěd  | 85  |
| Jaroslav Nedvěd  | 117 |
| Miroslav Hlinka  | 84  |
| František Kučera | 92  |
| Jaroslav Nedvěd  | 104 |
| Richard Žemlička | 105 |
| Martin Chabada   | 113 |
| Michal Broš      | 90  |
| Josef Řezníček   | 107 |
| Jan Hanzlík      | 95  |
| Martin Chabada   | 84  |
| Jan Hanzlík      | 88  |
| Petr Nedvěd      | 98  |
| Michal Gulaši    | 86  |
| Jakub Koreis     | 101 |
| Doug O'Brien     | 75  |
| David Kočí       | 132 |
| David Kočí       | 122 |
| Jan Švrček       | 68  |
| Michal Barinka   | 72  |
| Michal Čajkovský | 92  |
| Brian Ihnacak    | 55  |
| Jan Švrček       | 68  |
| Zach Sill        | 64  |
| Jan Košťálek     | 68  |
| David Němeček    | 105 |
| Tomáš Dvořák     | 59  |
| Martin Jandus    | 45  |
| Ondřej Mikliš    | 91  |
| Ondřej Mikliš    | 59  |

### Přehled kapitánů a trenérů v jednotlivých sezónách
| Sezóna    | Soutěž    | Statistiky | Kapitán                            | Trenéři | Soupiska |
| --------- | --------- | ---------- | ---------------------------------- | --- | -------- |
| 1948/1949 | 1.Liga    | Statistiky |                                    | Jan Košek |          |
| 1949/1950 | 1.Liga    | Statistiky |                                    | Josef Randák |          |
| 1950/1951 | OHS       | Statistiky |                                    | Vladimír Zábrodský |          |
| 1951/1952 | 1.Liga    | Statistiky |                                    | Vladimír Zábrodský |          |
| 1952/1953 | 1.Liga    | Statistiky |                                    | Vladimír Zábrodský |          |
| 1953/1954 | 1.Liga    | Statistiky |                                    | Vladimír Zábrodský |          |
| 1954/1955 | 1.Liga    | Statistiky |                                    | Vladimír Zábrodský |          |
| 1955/1956 | 1.Liga    | Statistiky |                                    | Vladimír Zábrodský |          |
| 1956/1957 | 1.Liga    | Statistiky |                                    | Vladimír Zábrodský |          |
| 1957/1958 | 1.Liga    | Statistiky |                                    | Vladimir Mangl |          |
| 1958/1959 | 1.Liga    | Statistiky | Karel Gut                          | Zdeněk Ujčík |          |
| 1959/1960 | 1.Liga    | Statistiky | Karel Gut                          | Zdeněk Ujčík |          |
| 1960/1961 | 1.Liga    | Statistiky | Karel Gut                          | Zdeněk Ujčík |          |
| 1961/1962 | 1.Liga    | Statistiky | Karel Gut                          | Zdeněk Ujčík |          |
| 1962/1963 | 1.Liga    | Statistiky | Karel Gut                          | Josef Kus |          |
| 1963/1964 | 1.Liga    | Statistiky | Karel Gut                          | Josef Kus |          |
| 1964/1965 | 1.Liga    | Statistiky | František Tikal                    | Karel Gut |          |
| 1965/1966 | 1.Liga    | Statistiky | František Tikal                    | Karel Gut |          |
| 1966/1967 | 1.Liga    | Statistiky | František Tikal                    | Karel Gut |          |
| 1967/1968 | 1.Liga    | Statistiky | František Tikal                    | Luděk Bukač a Zdeněk Ujčík |          |
| 1968/1969 | 1.Liga    | Statistiky | Jan Havel                          | Luděk Bukač a Zdeněk Ujčík |          |
| 1969/1970 | 1.Liga    | Statistiky | Jan Havel                          | Přemysl Hainý a Zdeněk Ujčík |          |
| 1970/1971 | 1.Liga    | Statistiky | Jan Havel                          | Přemysl Hainý a Zdeněk Ujčík |          |
| 1971/1972 | 1.Liga    | Statistiky | Jan Havel                          | Přemysl Hainý a Zdeněk Ujčík; později Karel Gut a Zdeněk Ujčík                                                                                           |          |
| 1972/1973 | 1.Liga    | Statistiky | Jan Havel                          | Karel Gut a Stanislav Konopásek |          |
| 1973/1974 | 1.Liga    | Statistiky | Jan Havel                          | Luděk Bukač a Richard Pergl |          |
| 1974/1975 | 1.Liga    | Statistiky | Jiří Kochta                        | Luděk Bukač a Richard Pergl |          |
| 1975/1976 | 1.Liga    | Statistiky | Jiří Kochta                        | Luděk Bukač a Richard Pergl |          |
| 1976/1977 | 1.Liga    | Statistiky | Jiří Kochta                        | Luděk Bukač a Pavel Wohl |          |
| 1977/1978 | 1.Liga    | Statistiky | Jiří Kochta                        | Luděk Bukač a Pavel Wohl |          |
| 1978/1979 | 1.Liga    | Statistiky | Jiří Kochta                        | Luděk Bukač a Pavel Wohl |          |
| 1979/1980 | 1.Liga    | Statistiky | Jiří Kochta                        | Luděk Bukač a Pavel Wohl |          |
| 1980/1981 | 1.Liga    | Statistiky | Jiří Kochta                        | Josef Horešovský a Jan Eysselt |          |
| 1981/1982 | 1.Liga    | Statistiky | Pavel Richter                      | Josef Horešovský a Jan Eysselt |          |
| 1982/1983 | 1.Liga    | Statistiky | Pavel Richter                      | Jaroslav Volf a Richard Pergl |          |
| 1983/1984 | 1.Liga    | Statistiky | Pavel Richter                      | Jaroslav Volf a Richard Pergl |          |
| 1984/1985 | 1.Liga    | Statistiky | Pavel Richter                      | Richard Pergl a Petr Brdička |          |
| 1985/1986 | 1.Liga    | Statistiky | Karel Holý                         | Pavel Wohl a Petr Brdička |          |
| 1986/1987 | 1.Liga    | Statistiky | Stanislav Hajdušek                 | Pavel Wohl a Josef Horešovský |          |
| 1987/1988 | 1.Liga    | Statistiky | Jiří Doležal                       | Pavel Wohl a Josef Horešovský |          |
| 1988/1989 | 1.Liga    | Statistiky | Jiří Doležal                       | Josef Horešovský a Stanislav Berger |          |
| 1989/1990 | 1.Liga    | Statistiky | Jan Reindl                         | Josef Horešovský a Stanislav Berger |          |
| 1990/1991 | 1.Liga    | Statistiky |                                    | Josef Horešovský a Tomáš Netík |          |
| 1991/1992 | 1.Liga    | Statistiky |                                    | Josef Horešovský a Tomáš Netík |          |
| 1992/1993 | 1.Liga    | Statistiky |                                    | Pavel Wohl a Josef Horešovský |          |
| 1993/1994 | Extraliga | Statistiky |                                    | Pavel Wohl a Josef Horešovský |          |
| 1994/1995 | Extraliga | Statistiky |                                    | Pavel Wohl a Josef Horešovský; později František Výborný a Stanislav Berger                                                                              |          |
| 1995/1996 | Extraliga | Statistiky | Richard Žemlička                   | František Výborný, Stanislav Berger a Josef Horešovský                                                                                                   |          |
| 1996/1997 | Extraliga | Statistiky | Richard Žemlička                   | Slavomír Lener a Václav Sýkora |          |
| 1997/1998 | Extraliga | Statistiky | Richard Žemlička                   | Slavomír Lener a Václav Sýkora |          |
| 1998/1999 | Extraliga | Statistiky | František Kučera                   | Július Šupler a František Výborný; později Pavel Richter s František Výborný                                                                             |          |
| 1999/2000 | Extraliga | Statistiky | František Kučera                   | Pavel Richter a František Výborný; později František Výborný a Pavel Hynek                                                                               |          |
| 2000/2001 | Extraliga | Statistiky | Richard Žemlička                   | František Výborný a Pavel Hynek; později Miloš Říha, František Výborný a Pavel Hynek; později František Výborný a Pavel Hynek                            |          |
| 2001/2002 | Extraliga | Statistiky | Richard Žemlička                   | Václav Sýkora a Pavel Hynek |          |
| 2002/2003 | Extraliga | Statistiky | Richard Žemlička                   | Václav Sýkora a Pavel Hynek; později Alois Hadamczik a Kamil Konečný                                                                                     |          |
| 2003/2004 | Extraliga | Statistiky | Michal Broš, Roman Šimíček         | Alois Hadamczik a Kamil Konečný |          |
| 2004/2005 | Extraliga | Statistiky | Martin Chabada                     | Slavomír Lener, Leo Gudas a Marian Jelínek | Zde      |
| 2005/2006 | Extraliga | Statistiky | Martin Chabada                     | Jaromír Šindel, Jiří Doležal a David Volek; později František Výborný a Marian Jelínek                                                                   | Zde      |
| 2006/2007 | Extraliga | Statistiky | František Ptáček                   | František Výborný, Marian Jelínek | Zde      |
| 2007/2008 | Extraliga | Statistiky | František Ptáček                   | František Výborný, Marian Jelínek | Zde      |
| 2008/2009 | Extraliga | Statistiky | David Výborný                      | František Výborný, Marian Jelínek | Zde      |
| 2009/2010 | Extraliga | Statistiky | David Výborný                      | František Výborný a Pavel Hynek; později Miloš Holaň a David Volek                                                                                       | Zde      |
| 2010/2011 | Extraliga | Statistiky | David Výborný                      | Miloš Holaň a David Volek; později Miloslav Hořava a Radim Rulík                                                                                         | Zde      |
| 2011/2012 | Extraliga | Statistiky | Michal Broš                        | Josef Jandač, Richard Žemlička a Patrik Martinec | Zde      |
| 2012/2013 | Extraliga | Statistiky | Michal Broš                        | Richard Žemlička a Jan Votruba; později Václav Sýkora a Jan Votruba; později Josef Jandač a Jan Votruba                                                  | Zde      |
| 2013/2014 | Extraliga | Statistiky | Tomáš Rolinek                      | Josef Jandač a Zdeněk Moták | Zde      |
| 2014/2015 | Extraliga | Statistiky | Tomáš Rolinek                      | Josef Jandač a Zdeněk Moták | Zde      |
| 2015/2016 | Extraliga | Statistiky | Jaroslav Hlinka                    | Josef Jandač a Zdeněk Moták | Zde      |
| 2016/2017 | Extraliga | Statistiky | Jaroslav Hlinka                    | Jiří Kalous a Zdeněk Moták | Zde      |
| 2017/2018 | Extraliga | Statistiky | Jaroslav Hlinka                    | Jiří Kalous, Jaroslav Nedvěd; později František Výborný, Jaroslav Nedvěd, Martin Janeček a Radim Rulík                                                   | Zde      |
| 2018/2019 | Extraliga | Statistiky | Petr Vrána, Jan Piskáček           | Uwe Krupp, Jaroslav Nedvěd a Petr Přikryl | Zde      |
| 2019/2020 | Extraliga | Statistiky | Michal Řepík                       | Uwe Krupp, Jaroslav Nedvěd a Petr Přikryl; později Josef Jandač, Miloslav Hořava a Petr Přikryl                                                          | Zde      |
| 2020/2021 | Extraliga | Statistiky | Michal Řepík                       | Josef Jandač, Miloslav Hořava a Petr Přikryl | Zde      |
| 2021/2022 | Extraliga | Statistiky | Michal Řepík                       | Josef Jandač, Jaroslav Hlinka, Tomáš Hamara, Miloslav Hořava a Petr Přikryl                                                                              | Zde      |
| 2022/2023 | Extraliga | Statistiky | Michal Řepík                       | Pavel Patera, Patrik Martinec a Petr Přikryl; později Petr Ton, Jaroslav Hlinka a František Ptáček; později Miloslav Hořava, Hans Wallson a Petr Přikryl | Zde      |
| 2023/2024 | Extraliga | Statistiky | Michal Řepík                       | Pavel Gross, Miloslav Hořava a Petr Přikryl | Zde      |
| 2024/2025 | Extraliga | Statistiky | Vladimír Sobotka a Miroslav Forman | Pavel Gross, Antonín Stavjaňa, Otakar Vejvoda a Petr Přikryl                                                                                             | Zde      |
| 2025/2026 | Extraliga |            |                                    | Zde |          |

### Celkový přehled výsledků v nejvyšší soutěži
- Stav po sezoně 2019/20.

| Soutěž                       | Sezon | Fáze sezony                  | Zápasy | Výhry | Vp  | Remízy | Pp  | Prohry | VB    | OB   | Bilance |
| ---------------------------- | ----- | ---------------------------- | ------ | ----- | --- | ------ | --- | ------ | ----- | ---- | ------- |
| Československá hokejová liga | 49    | Základní část                | 1473   | 710   | 7   | 205    | 9   | 542    | 5615  | 4752 | +863    |
| Československá hokejová liga | 49    | Play-off/finále/finálová sk. | 95     | 49    | 4   | 2      | 4   | 36     | 351   | 291  | +60     |
| Československá hokejová liga | 49    | Celkem                       | 1568   | 759   | 11  | 207    | 13  | 578    | 5966  | 5043 | +923    |
| Českomoravská liga           | 5     | Základní část                | 23     | 10    | 0   | 2      | 0   | 11     | 50    | 60   | -10     |
| Extraliga ledního hokeje     | 27    | Základní část                | 1376   | 658   | 110 | 87     | 97  | 424    | 4463  | 3526 | +937    |
| Extraliga ledního hokeje     | 27    | O udržení                    | 18     | 6     | 1   | 1      | 1   | 9      | 46    | 52   | -6      |
| Extraliga ledního hokeje     | 27    | Play-off                     | 230    | 107   | 22  | 0      | 23  | 78     | 660   | 600  | +60     |
| Extraliga ledního hokeje     | 27    | Celkem                       | 1624   | 771   | 133 | 88     | 121 | 511    | 5169  | 4178 | +991    |
| Celkem                       | 75    | Základní část                | 2560   | 1236  | 73  | 294    | 83  | 874    | 9116  | 7514 | +1602   |
| Celkem                       | 75    | O udržení                    | 18     | 6     | 1   | 1      | 1   | 9      | 46    | 52   | -6      |
| Celkem                       | 75    | Play-off/finále/finálová sk. | 287    | 141   | 24  | 2      | 21  | 99     | 909   | 784  | +125    |
| Celkem                       | 75    | Celkem                       | 2865   | 1383  | 98  | 297    | 105 | 982    | 10071 | 8350 | +1721   |

### Bilance s jednotlivými soupeři v nejvyšší soutěži
- Stav po sezoně 2019/20.

| Soupeř              | Zápasy | Výhry | Vp | Remízy | Pp | Prohry | VB  | OB  | Bilance | První zápas | Poslední zápas |
| ------------------- | ------ | ----- | -- | ------ | -- | ------ | --- | --- | ------- | ----------- | -------------- |
| Pardubice           | 259    | 110   | 9  | 28     | 7  | 95     | 902 | 802 | +100    | 1956-11-25  | 2020-03-03     |
| Vítkovice           | 253    | 129   | 9  | 17     | 11 | 87     | 824 | 708 | +116    | 1937-01-03  | 2020-02-04     |
| Kladno              | 223    | 100   | 4  | 29     | 10 | 80     | 771 | 695 | +76     | 1951-11-07  | 2020-02-27     |
| Litvínov            | 239    | 114   | 9  | 28     | 12 | 76     | 897 | 707 | +190    | 1959-10-24  | 2020-01-04     |
| Plzeň               | 240    | 122   | 17 | 16     | 10 | 75     | 881 | 682 | +199    | 1951-11-17  | 2020-01-26     |
| HC České Budějovice | 201    | 107   | 8  | 24     | 3  | 59     | 765 | 553 | +212    | 1937-01-06  | 2013-01-27     |
| Zlín                | 226    | 116   | 14 | 19     | 1  | 69     | 781 | 579 | +202    | 1960-10-12  | 2020-03-01     |
| Jihlava             | 183    | 66    | 4  | 25     | 0  | 88     | 564 | 636 | -72     | 1957-12-07  | 2005-02-18     |
| Kometa Brno         | 195    | 82    | 4  | 20     | 9  | 80     | 606 | 590 | +16     | 1954-02-08  | 2020-02-02     |
| Slovan Bratislava   | 132    | 57    | 1  | 25     | 0  | 49     | 466 | 425 | +41     | 1947-11-05  | 1993-01-12     |
| Košice              | 121    | 56    | 0  | 14     | 1  | 50     | 419 | 392 | +27     | 1964-10-25  | 1992-10-30     |
| Slavia Praha        | 105    | 44    | 7  | 6      | 11 | 37     | 308 | 265 | +43     | 1937-02-03  | 2015-02-01     |
| Třinec              | 119    | 48    | 11 | 3      | 10 | 47     | 400 | 376 | +24     | 1995-09-22  | 2020-01-31     |
| Karlovy Vary        | 102    | 57    | 10 | 6      | 8  | 21     | 374 | 221 | +153    | 1951-11-11  | 2020-02-16     |
| Vsetín              | 66     | 28    | 1  | 6      | 5  | 26     | 179 | 176 | +3      | 1994-10-09  | 2007-01-17     |
| Trenčín             | 65     | 29    | 1  | 7      | 2  | 26     | 225 | 217 | +8      | 1977-09-30  | 1993-03-20     |
| Liberec             | 90     | 36    | 9  | 0      | 12 | 33     | 255 | 257 | -2      | 2002-10-06  | 2020-01-29     |
| Chomutov            | 66     | 36    | 3  | 4      | 3  | 20     | 269 | 193 | +76     | 1938-01-06  | 2019-02-17     |
| Znojmo              | 45     | 22    | 5  | 2      | 4  | 12     | 134 | 101 | +33     | 1999-10-03  | 2009-01-25     |
| Olomouc             | 53     | 22    | 6  | 8      | 2  | 15     | 182 | 135 | +47     | 1953-12-09  | 2020-03-06     |
| Mladá Boleslav      | 45     | 31    | 4  | 0      | 2  | 8      | 148 | 88  | +60     | 1937-01-10  | 2020-09-27     |
| I. ČLTK Praha       | 17     | 8     | 0  | 1      | 0  | 8      | 72  | 55  | +17     | 1940-12-21  | 1964-12-22     |
| Opava               | 17     | 15    | 0  | 0      | 0  | 2      | 98  | 29  | +69     | 1937-02-08  | 1999-02-19     |
| Zbrojovka Brno      | 16     | 11    | 0  | 3      | 0  | 2      | 66  | 32  | +34     | 1948-12-01  | 1962-12-09     |
| Havířov             | 16     | 11    | 2  | 2      | 1  | 0      | 59  | 33  | +26     | 1999-10-24  | 2003-01-26     |
| LTC Praha           | 16     | 4     | 0  | 1      | 0  | 11     | 47  | 80  | -33     | 1937-02-02  | 1957-03-18     |
| ATK Praha           | 11     | 6     | 0  | 0      | 0  | 5      | 53  | 36  | +17     | 1948-11-20  | 1956-01-11     |
| Brno Královo Pole   | 9      | 5     | 0  | 2      | 0  | 2      | 59  | 29  | +30     | 1949-11-11  | 1975-11-25     |
| Hradec Králové      | 36     | 20    | 3  | 0      | 4  | 9      | 112 | 85  | +27     | 1993-09-17  | 2020-02-12     |
| Poprad              | 8      | 7     | 0  | 1      | 0  | 0      | 36  | 13  | +23     | 1937-01-17  | 1992-12-08     |
| Třebíč              | 5      | 4     | 0  | 0      | 0  | 1      | 22  | 8   | +14     | 1938-01-02  | 1947-01-11     |
| Jindřichův Hradec   | 4      | 3     | 0  | 0      | 0  | 1      | 14  | 5   | +9      | 1993-09-21  | 1994-01-14     |
| Litoměřice          | 4      | 4     | 0  | 0      | 0  | 0      | 34  | 7   | +27     | 1961-10-21  | 1963-11-20     |
| Nitra               | 4      | 3     | 0  | 0      | 0  | 1      | 26  | 12  | +14     | 1990-09-08  | 1991-02-26     |
| Ústí nad Labem      | 4      | 2     | 1  | 0      | 0  | 1      | 10  | 6   | +4      | 2007-10-05  | 2008-02-01     |
| Baník Ostrava       | 3      | 3     | 0  | 0      | 0  | 0      | 26  | 7   | +19     | 1953-02-09  | 1958-01-12     |
| Tankista Praha      | 3      | 2     | 0  | 0      | 0  | 1      | 15  | 10  | +5      | 1953-11-28  | 1955-03-19     |
| VŠ Bratislava       | 2      | 1     | 0  | 0      | 0  | 1      | 8   | 13  | -5      | 1946-01-09  | 1946-11-28     |
| Holoubkov           | 2      | 2     | 0  | 0      | 0  | 0      | 17  | 2   | +15     | 1952-11-15  | 1953-01-04     |
| Podolí (Praha)      | 2      | 0     | 0  | 0      | 0  | 2      | 6   | 9   | -3      | 1942-12-23  | 1943-12-17     |
| Prostějov           | 2      | 2     | 0  | 0      | 0  | 0      | 10  | 1   | +9      | 1946-01-20  | 1948-11-23     |
| Tábor               | 2      | 2     | 0  | 0      | 0  | 0      | 14  | 6   | +8      | 1946-02-13  | 1947-01-04     |
| Havlíčkův Brod      | 1      | 1     | 0  | 0      | 0  | 0      | 9   | 5   | +4      | 1948-02-22  | 1948-02-22     |
| Libeň (Praha)       | 1      | 1     | 0  | 0      | 0  | 0      | 4   | 2   | +2      | 1943-12-22  | 1943-12-22     |
| Říčany              | 1      | 1     | 0  | 0      | 0  | 0      | 3   | 1   | +2      | 1947-11-18  | 1947-11-18     |
| Velké Popovice      | 1      | 1     | 0  | 0      | 0  | 0      | 3   | 1   | +2      | 1940-12-25  | 1940-12-25     |

       klub se účastní sezony 2020/21.

### Statistické zajímavosti
| Zajímavost                 | Počet | Kolo | Den        | Domácí                 | Hosté                      | Skóre | Třetiny       |
| -------------------------- | ----- | ---- | ---------- | ---------------------- | -------------------------- | ----- | ------------- |
| Nejvíce branek v utkání    | 20    | 31.  | 11.2.1961  | Spartak Praha Sokolovo | Slovan Bratislava          | 17:3  | (8:1,3:1,6:1) |
| Nejvíce vstřelených branek | 17    | 31.  | 11.2.1961  | Spartak Praha Sokolovo | Slovan Bratislava          | 17:3  | (8:1,3:1,6:1) |
| Nejvyšší vítězství         | +15   | 6.   | 28.11.1956 | Spartak Sokolovo       | Spartak Královo Pole       | 15:0  | (5:0,1:0,9:0) |
| Nejvíce obdržených branek  | 15    | 7.   | 30.12.1949 | ZSJ Zdar LTC Praha     | ZSJ Bratrství Sparta Praha | 15:2  | (4:0,6:1,5:1) |
| Nejvyšší porážka           | -13   | 7.   | 30.12.1949 | ZSJ Zdar LTC Praha     | ZSJ Bratrství Sparta Praha | 15:2  | (4:0,6:1,5:1) |
| Nejvyšší remíza            | 8     | 9.   | 29.10.1966 | SONP Kladno            | Sparta ČKD Praha           | 8:8   | (4:2,1:2,3:4) |
| Nejvyšší remíza            | 8     | 39.  | 28.1.1997  | HC Sparta Praha        | HC Olomouc                 | 8:8   | (2:2,2:3,4:3) |

## Sparta v evropských soutěžích

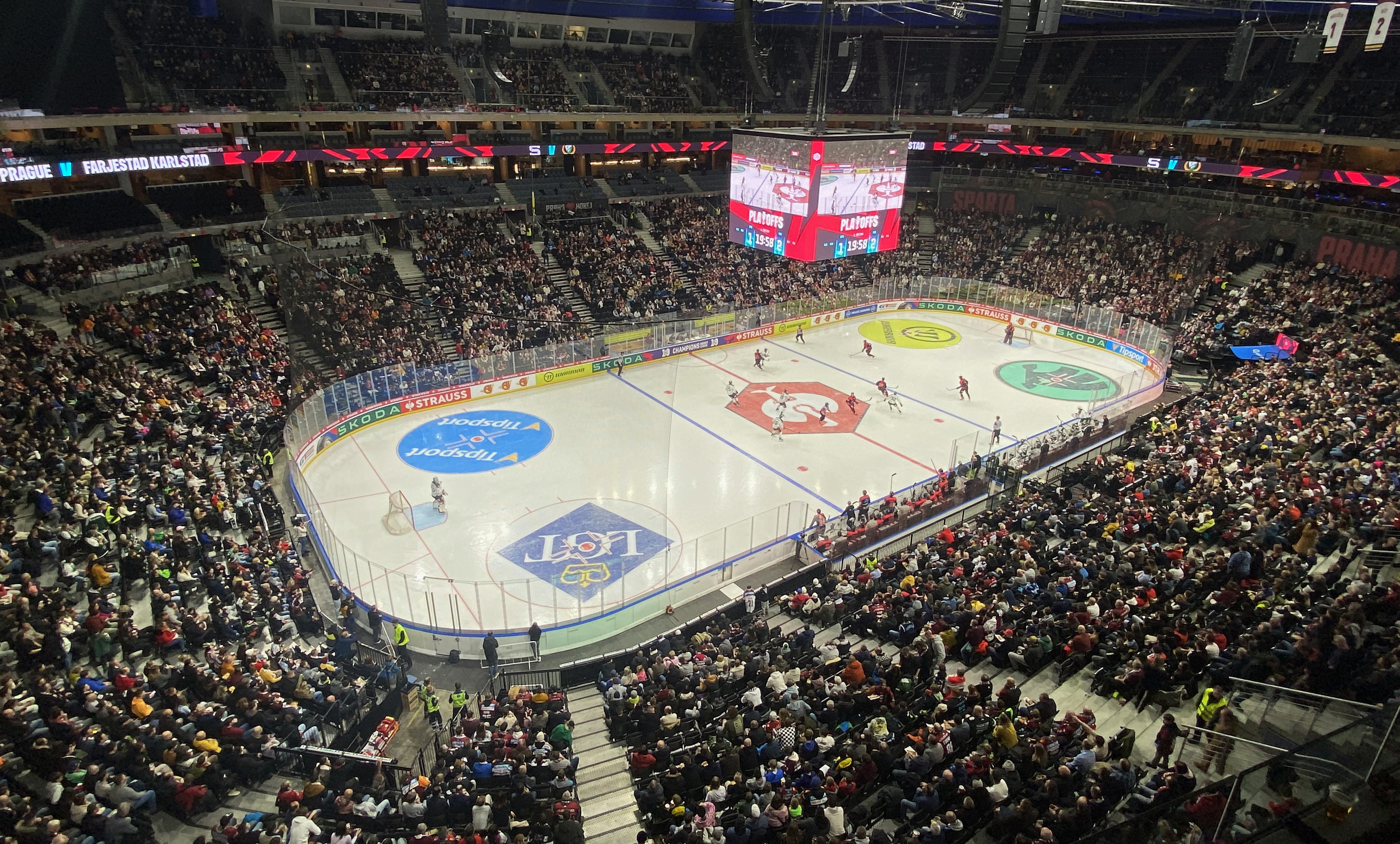
Zápas CHL v O2 Areně (Sparta Praha vs. Färjestad BK)

### Umístění v jednotlivých ročnících evropských soutěží
Stručný přehled
Zdroj: 
Legenda: SP - Spenglerův pohár, EHP - Evropský hokejový pohár, EHL - Evropská hokejová liga, SSix - Super six, IIHFSup - IIHF Superpohár, VC - Victoria Cup, HLMI - Hokejová Liga mistrů IIHF, ET - European Trophy, HLM - Hokejová Liga mistrů, KP – Kontinentální pohár
- SP 1962 – Finále
- SP 1963 – Základní skupina (1. místo)
- SP 1964 – Základní skupina (3. místo)
- EHP 1990/1991 – Zápas o 3. místo (prohra)
- EHP 1993/1994 – Finálová skupina B (4. místo)
- EHL 1996/1997 – Zápas o 3. místo (prohra)
- EHL 1997/1998 – Základní skupina F (3. místo)
- EHL 1998/1999 – Kvalifikační kolo
- EHL 1999/2000 – Finále
- SP 2000 – Základní skupina (4. místo)
- SP 2001 – Základní skupina (5. místo)
- SP 2002 – Základní skupina (5. místo)
- SP 2004 – Finále
- SP 2005 – Základní skupina (5. místo)
- SSix 2007 – Základní skupina A (3. místo)
- SSix 2008 – Finále
- ET 2010 – Divize Capital (4. místo)
- SP 2010 – Čtvrtfinále
- ET 2011 – Severní divize (5. místo)
- ET 2012 – Jižní divize (5. místo)
- ET 2013 – Jižní divize (4. místo)
- HLM 2014/2015 – Osmifinále
- HLM 2015/2016 – Osmifinále
- HLM 2016/2017 – Finále
- HLM 2021/2022 – Čtvrtfinále
- HLM 2022/2023 – Základní skupina (4. místo)
- SP 2022 – Finále
- HLM 2024/2025 – Semifinále

Jednotlivé ročníky
Zdroj: 
| Soutěž          | Sezona    | Základní skupina | Základní skupina | Základní skupina | Základní skupina | Základní skupina | Základní skupina | Základní skupina | Základní skupina | Základní skupina | Základní skupina | Základní skupina                                                                                 | Play-off | Celkově          |
| Soutěž          | Sezona    | Skupina          | U                | Z                | V                | Vp               | R                | Pp               | P                | VB               | OB               | PB                                                                                               | Play-off | Celkově          |
| --------------- | --------- | ---------------- | ---------------- | ---------------- | ---------------- | ---------------- | ---------------- | ---------------- | ---------------- | ---------------- | ---------------- | ------------------------------------------------------------------------------------------------ | --- | ---------------- |
| PMEZ            |           |                  |                  |                  |                  |                  |                  |                  |                  |                  |                  |                                                                                                  | |                  |
| 1990/91         | B         | 1.               | 3                | 2                | -                | 1                | -                | 0                | 19               | 9                | 5                | Čtvrtfinále: Düsseldorfer EG 6:2 Semifinále: Djurgårdens IF Hockey 2:3 O 3. místo: TPS Turku 3:4 | 4. |                  |
| 1993/94         | E         | 1.               | 3                | 3                | -                | 0                | -                | 0                | 44               | 7                | 6                | Semifinálová a finálová skupina Bez postupu do finále                                            | X |                  |
| 1993/94         | Semi. F   | 2.               | 3                | 2                | -                | 0                | -                | 1                | 15               | 8                | 4                | Semifinálová a finálová skupina Bez postupu do finále                                            | X |                  |
| 1993/94         | Fin. B    | 4.               | 3                | 0                | -                | 0                | -                | 3                | 5                | 18               | 0                | Semifinálová a finálová skupina Bez postupu do finále                                            | X |                  |
| Evropská liga   | 1996/97   | C                | 1.               | 6                | 5                | -                | 0                | -                | 1                | 28               | 14               | 10                                                                                               | Čtvrtfinále: HC České Budějovice 2:2, 9:3 Semifinále: TPS Turku 3:5 O 3. místo: Frölunda HC 3:4                                                                     | 4.               |
| Evropská liga   | 1997/98   | F                | 3.               | 6                | 2                | 0                | -                | 1                | 3                | 12               | 20               | 7                                                                                                | Ne | X                |
| Evropská liga   | 1998/99   | E                | 1.               | 6                | 5                | 0                | -                | 0                | 1                | 27               | 13               | 15                                                                                               | Kval.: Adler Mannheim 4:6, 10:4 - 0:1 náj. | X                |
| Evropská liga   | 1999/00   | B                | 2.               | 6                | 3                | 1                | -                | 1                | 1                | 29               | 15               | 12                                                                                               | Čtvrtfinále: Nürnberg Ice Tigers 4:0, 3:2 Semifinále: HC Lugano 3:2p Finále: Metallurg Magnitogorsk 0:2                                                             | Stříbrná medaile |
| Super six       | 2007      | A                | 3.               | 2                | 0                | 0                | -                | 2                | 1                | 4                | 7                | 0                                                                                                | Ne | X                |
| Super six       | 2008      | A                | 1.               | 2                | 2                | 0                | -                | 0                | 1                | 11               | 7                | 6                                                                                                | Finále: Metallurg Magnitogorsk 2:5 | Stříbrná medaile |
| European Trophy | 2010      | Capital          | 4.               | 8                | 4                | 0                | -                | 1                | 3                | 22               | 16               | 13                                                                                               | Ne | X                |
| European Trophy | 2011      | Severní          | 5.               | 8                | 3                | 0                | -                | 1                | 4                | 20               | 23               | 10                                                                                               | Ne | X                |
| European Trophy | 2012      | Jižní            | 5.               | 8                | 3                | 1                | -                | 0                | 4                | 29               | 34               | 11                                                                                               | Ne | X                |
| European Trophy | 2013      | Jižní            | 4.               | 8                | 3                | 2                | -                | 1                | 2                | 28               | 21               | 14                                                                                               | Ne | X                |
| Liga mistrů     | 2014/15   | G                | 1.               | 6                | 3                | 1                | -                | 1                | 1                | 25               | 19               | 12                                                                                               | Osmifinále: Linköpings HC 1:2, 2:2 | X                |
| Liga mistrů     | 2015/16   | M                | 2.               | 4                | 2                | 0                | -                | 1                | 1                | 12               | 10               | 7                                                                                                | 1. kolo: ZSC Curych 3:2, 3:0 Osmifinále: Oulun Kärpät 4:2, 1:4 | X                |
| Liga mistrů     | 2016/17   | O                | 2.               | 4                | 2                | 1                | -                | 0                | 1                | 16               | 10               | 8                                                                                                | 1. kolo: Oulun Kärpät 1:1, 1:0 Osmifinále: HV71 Jonkoping 2:4, 5:0 Čtvrtfinále: SC Bern 1:1, 4:1 Semifinále: Växjö Lakers HC 2:1, 4:0 Finále: Frölunda Indians 3:4p | Stříbrná medaile |
|                 | 2021/2022 | A                | 1.               | 6                | 3                | 2                | -                | 0                | 1                | 17               | 10               | 13                                                                                               | Osmifinále: Skellefteå 3:1, 1:2 Čtvrtfinále: Rögle 2:5, 3:1 | X                |
|                 | 2022/2023 | A                | 4.               | 6                | 1                | 0                | -                | 0                | 5                | 15               | 22               | 3                                                                                                | Ne | X                |
|                 | 2024/2025 | -                | 13.              | 6                | 3                | 0                | -                | 1                | 2                | 13               | 15               | 10                                                                                               | Osmifinále: HC Oceláři Třinec 4:1, 1:1 Čtvrtfinále: Växjö Lakers HC 1:2, 6:4 Semifinále: Färjestad BK 2:6, 2:4                                                      | X                |

#### Celkový přehled výsledků v evropských soutěžích
| Soutěž                 | Účasti | Zápasy | Výhry | Vp | Remízy | Pp | Prohry | VB  | OB  | Bilance |
| ---------------------- | ------ | ------ | ----- | -- | ------ | -- | ------ | --- | --- | ------- |
| PMEZ                   | 2      | 15     | 8     | 0  | 1      | 0  | 6      | 94  | 51  | +43     |
| Evropská hokejová liga | 4      | 34     | 19    | 2  | 1      | 2  | 10     | 137 | 92  | +45     |
| Super Six              | 2      | 5      | 2     | 0  | 0      | 0  | 3      | 17  | 19  | -2      |
| European Trophy        | 4      | 32     | 13    | 3  | 0      | 3  | 13     | 99  | 94  | +5      |
| Hokejová Liga mistrů   | 3      | 29     | 19    | 3  | 3      | 4  | 8      | 65  | 61  | +4      |
| Celkem                 | 15     | 115    | 61    | 8  | 5      | 9  | 40     | 412 | 317 | +95     |

## Individuální trofeje
| Počet                                          | Hráč              | Roky                              |
| ---------------------------------------------- | ----------------- | --------------------------------- |
| Vítěz kanadského bodování                      |                   |                                   |
| 1                                              | Roman Horák       | 1996/1997                         |
| 1                                              | David Výborný     | 1998/1999                         |
| 1                                              | Patrik Martinec   | 2000/2001                         |
| 1                                              | Jan Marek         | 2005/2006                         |
| 1                                              | Jaroslav Hlinka   | 2006/2007                         |
| 2                                              | Petr Ton          | 2007/2008 • 2013/2014             |
| 1                                              | Lukáš Pech        | 2016/2017                         |
| 1                                              | Filip Chlapík     | 2021/2022                         |
| Nejlepší střelec ligy                          |                   |                                   |
| 1                                              | Jan Hlaváč        | 1998/1999                         |
| 3                                              | Petr Ton          | 2005/2006 • 2009/2010 • 2013/2014 |
| 1                                              | Filip Chlapík     | 2021/2022                         |
| Nejlepší nahrávač                              |                   |                                   |
| 1                                              | Roman Horák       | 1996/1997                         |
| 1                                              | David Výborný     | 1998/1999                         |
| 2                                              | Patrik Martinec   | 1998/1999 • 2000/2001             |
| 2                                              | Jaroslav Hlinka   | 2001/2002 • 2013/2014             |
| 1                                              | Lukáš Pech        | 2016/2017                         |
| 2                                              | Filip Chlapík     | 2021/2022 • 2024/2025             |
| Nejlepší brankář                               |                   |                                   |
| 2                                              | Petr Bříza        | 1999/2000 • 2005/2006             |
| Nejlepší nováček                               |                   |                                   |
| 1                                              | Tomáš Pöpperle    | 2004/2005                         |
| 1                                              | Martin Réway      | 2014/2015                         |
| Nejproduktivnější obránce                      |                   |                                   |
| 1                                              | Jiří Vykoukal     | 1993/1994                         |
| 2                                              | František Kučera  | 1997/1998 • 1999/2000             |
| 1                                              | Jaroslav Nedvěd   | 2001/2002                         |
| 1                                              | Adam Polášek      | 2014/2015                         |
| Nejlepší obránce                               |                   |                                   |
| 1                                              | Jiří Vykoukal     | 1993/1994                         |
| 2                                              | František Kučera  | 1997/1998 • 1999/2000             |
| 1                                              | Jaroslav Nedvěd   | 2001/2002                         |
| 1                                              | Adam Polášek      | 2014/2015                         |
| 1                                              | Aaron Irving      | 2024/2025                         |
| Hokejista sezóny                               |                   |                                   |
| 1                                              | František Kučera  | 1999/2000                         |
| 2                                              | Petr Bříza        | 2001/2002 • 2005/2006             |
| 1                                              | Petr Ton          | 2013/2014                         |
| 1                                              | Filip Chlapík     | 2021/2022                         |
| Nejlepší hráč play off                         |                   |                                   |
| 2                                              | Petr Bříza        | 1999/2000 • 2005/2006             |
| 1                                              | Michal Broš       | 2001/2002                         |
| 1                                              | Jaroslav Hlinka   | 2006/2007                         |
| Nejproduktivnější hráč Tipsport ELH (play off) |                   |                                   |
| 1                                              | David Výborný     | 1999/2000                         |
| 1                                              | Ondřej Kratěna    | 2001/2002                         |
| 1                                              | Michal Broš       | 2001/2002                         |
| 2                                              | Jaroslav Hlinka   | 2005/2006 • 2015/2016             |
| 1                                              | Filip Chlapík     | 2021/2022                         |
| Nejlepší trenér                                |                   |                                   |
| 3                                              | František Výborný | 1999/2000 • 2005/2006 • 2006/2007 |
| 1                                              | Václav Sýkora     | 2001/2002                         |

## Mistrovská sestava
| Titul | Sezóna    | Hráči |
| ----- | --------- | --- |
| 1.    | 1952/1953 | Brankáři: Jiří Hanzl • Vladimír Mangl Obránci: Kristián Cee • Zdeněk Ujčík • František Tikal Útočníci: Josef Kus • Vladimír Zábrodský • Miloslav Charouzd • Miloslav Vecko • Miroslav Kameník • Václav Prchal • Jan Hanzl • Jan Ziegler • Zdeněk Karban • František Podrázský • Miloslav Pospíšil Trenéři: Vladimír Zábrodský |
| 2.    | 1953/1954 | Brankáři: Jiří Hanzl • Vladimír Mangl Obránci: Kristián Cee • Zdeněk Ujčík • Karel Gut • Miroslav Kubera • František Podrázský Útočníci: Vladimír Zábrodský • Miloslav Charouzd • Miloslav Vecko • Miroslav Kameník • Jan Hanzl • Jan Ziegler • Zdeněk Karban • Miloslav Pospíšil • Jiří Matys Trenéři: Vladimír Zábrodský |
| 3.    | 1989/1990 | Brankáři: Petr Bříza • Ivo Čapek Obránci: Leo Gudas • Jiří Kročák • Jaromír Látal • Jan Reindl • Martin Maškarinec • Jiří Vykoukal • Pavel Táborský • Robert Kostka Útočníci: Jiří Doležal • Martin Hosták • Vladimír Petrovka • Evžen Musil • Jaromír Kverka • Jan Tlačil • Richard Žemlička • Pavel Gross • Luboš Pázler • Pavel Geffert • Jiří Hlinka • Milan Černý • Martin Rousek • Ladislav Svoboda • Milan Kastner Trenéři: Josef Horešovský • Stanislav Berger                                    |
| 4.    | 1992/1993 | Brankáři: Ivo Čapek • Radek Tóth Obránci: Jan Boháček • Robert Kostak • Jiří Kročák • Pavel Táborský • Jiří Vykoukal • Václav Burda • Pavel Šrek • Leo Gudas • Zdeněk Toužimský Útočníci: Pavel Geffert • Milan Kastner • David Výborný • Jiří Zelenka • Petr Hrbek • Michal Sup • Vladimír Petrovka • Martin Rousek • Ladislav Svoboda • Luboš Pázler • Jaromír Kverka • Zbyněk Kukačka • Jiří Hlinka • Tomáš Kotrba • Petr Podhorocký • Jan Pína Trenéři: Pavel Wohl • Josef Horešovský                 |
| 5.    | 1999/2000 | Brankáři: Petr Bříza • Petr Přikryl Obránci: František Kučera • Jaroslav Nedvěd • Michal Sýkora • František Ptáček • Pavel Šrek • Ladislav Benýšek • Miha Rebolj • Martin Holý Útočníci: David Výborný • Jaroslav Hlinka • Patrik Martinec • Richard Žemlička • Jiří Zelenka • Michal Broš • Vladimír Vůjtek • Ondřej Kratěna • Václav Novák • Václav Eiselt • Martin Chabada • Petr Havelka • Pavel Kašpařík • Josef Slanec Trenéři: Pavel Richter • František Výborný • František Výborný • Pavel Hynek |
| 6.    | 2001/2002 | Brankáři: Petr Bříza • Petr Přikryl Obránci: Jaroslav Nedvěd • František Ptáček • Valdemar Jiruš • Pavel Šrek • Jan Srdínko • Radek Hamr • Jan Hanzlík • František Kučera • Libor Zábranský • Martin Richter Útočníci: Jiří Zelenka • Jaroslav Hlinka • Ondřej Kratěna • Michal Broš • Martin Chabada • Róbert Tomík • Radek Bělohlav • Jan Tomajko • Václav Novák • Pavel Kašpařík • Richard Žemlička • Michal Sivek • Petr Havelka • David Hnát Trenéři: Václav Sýkora • Pavel Hynek                    |
| 7.    | 2005/2006 | Brankáři: Petr Bříza • Marek Schwarz Obránci: František Ptáček • Marek Černošek • Jiří Vykoukal • Jan Hanzlík • Karel Pilař • Ján Tabaček • Richard Stehlík • Jaroslav Kasík Útočníci: Ondřej Kratěna • Jaroslav Hlinka • Michal Sivek • Petr Ton • Jan Marek • Pavel Kašpařík • Tomáš Netík • Josef Straka • Martin Špaňhel • Michal Dragoun • Martin Chabada • Jakub Langhammer • Martin Růžička Trenéři: Jaromír Šindel • Jiří Doležal • David Volek • František Výborný • Marian Jelínek              |
| 8.    | 2006/2007 | Brankáři: Tomáš Duba • Dušan Salfický Obránci: Ladislav Benýšek • Marek Černošek • Jan Hanzlík • Jaroslav Mrázek • Tomáš Protivný • František Ptáček • Richard Stehlík • Ján Tabaček • Jiří Vykoukal Útočníci: Michal Dragoun • Jan Hlaváč • Jaroslav Hlinka • Karel Hromas • Ondřej Kratěna • Jakub Langhammer • Tomáš Netík • Martin Podlešák • Luboš Rob • Michal Sivek • Martin Štrba • Petr Ton • Karel Pilař • Jiří Zelenka Trenéři: František Výborný • Marian Jelínek                             |